# Elymnias
Genre
Le genre Elymnias regroupe des papillons de la famille des Nymphalidae, de la  sous-famille des Satyrinae.

## Dénomination
Le nom Elymnias a été donné par  Jakob Hübner en 1818.
Ils sont présents en Australasie et en Afrique. Tous, ailes repliées, ressemblent à des feuilles.

## Liste des espèces

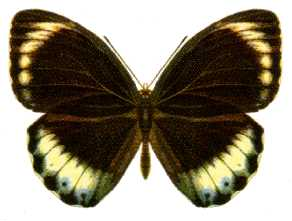
Elymnias agondas

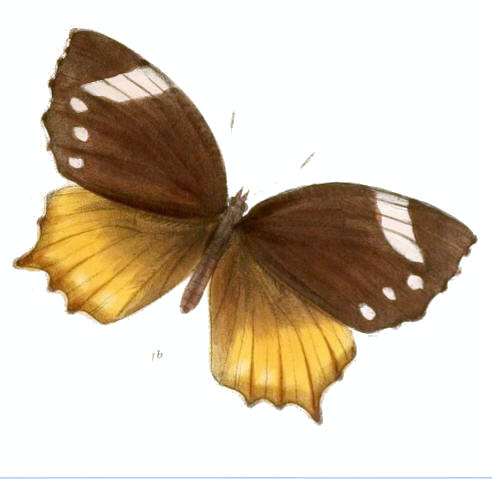
Elymnias caudata

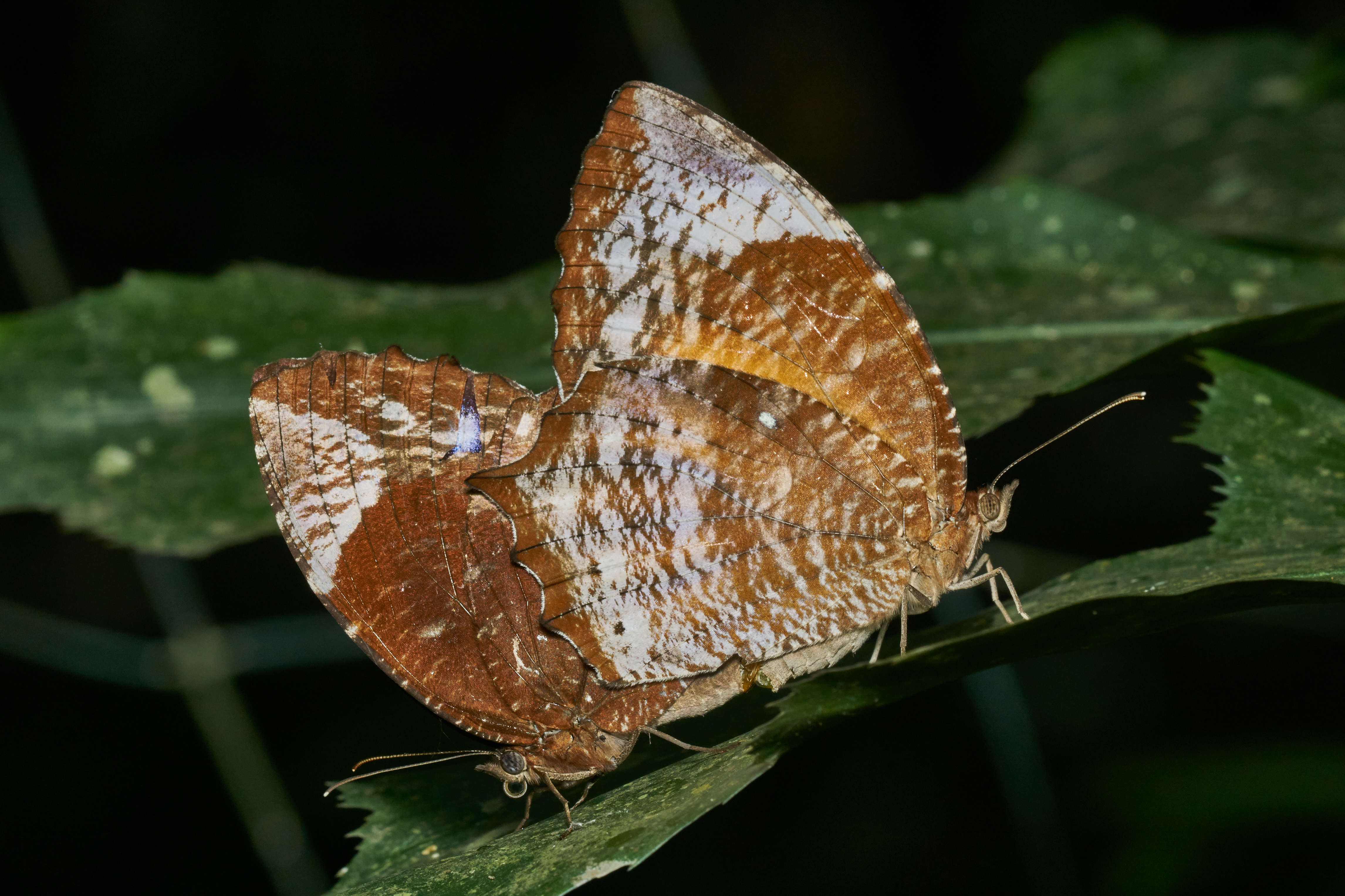
Elymnias caudata, sud de l'Inde

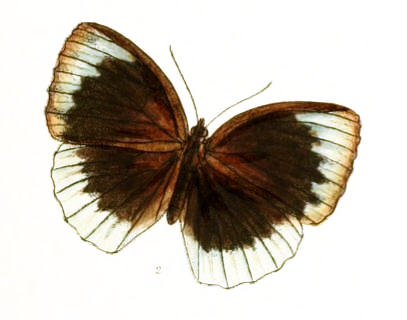
Elymnias esaca

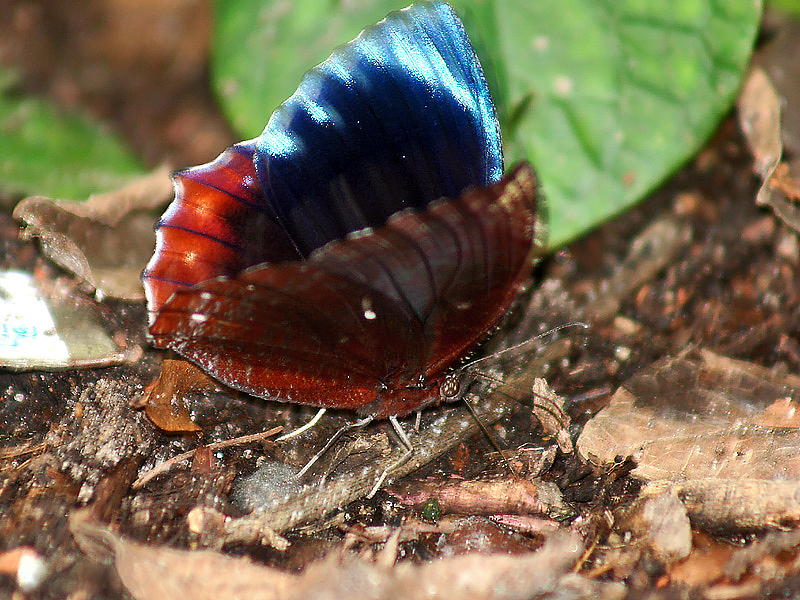
Elymnias hypermnestra

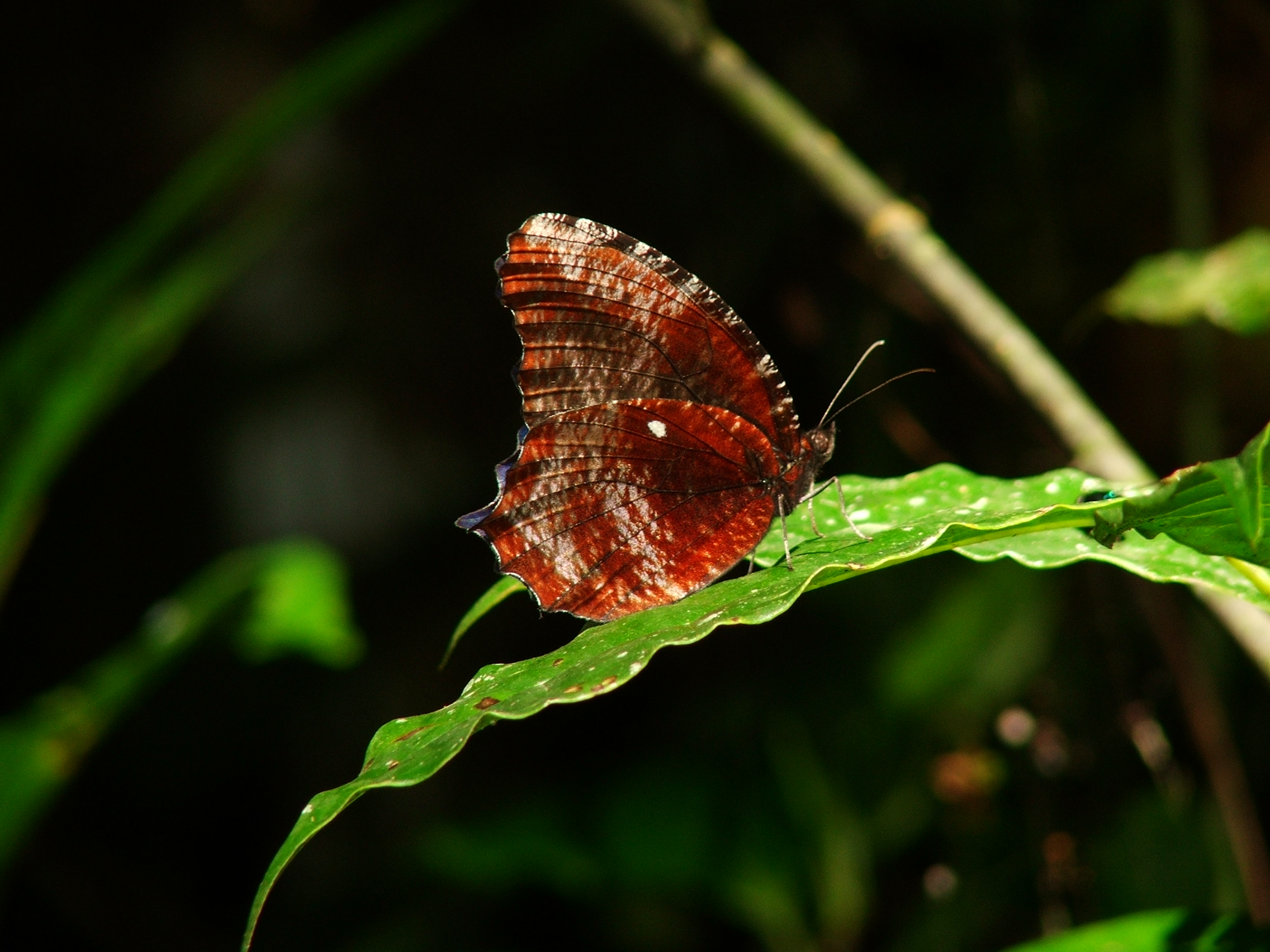
Elymnias pealii

- Elymnias agondas (Boisduval, 1832)
  - Elymnias agondas agondas
  - Elymnias agondas aruana Fruhstorfer, 1900
  - Elymnias agondas australiana Fruhstorfer, 1900
  - Elymnias agondas bioculatus Hewitson, 1851
  - Elymnias agondas dampierensis Rothschild, 1915
  - Elymnias agondas glaucopis Staudinger, 1894
  - Elymnias agondas goramensis Fruhstorfer, 1900
  - Elymnias agondas melagondas Fruhstorfer, 1900
  - Elymnias agondas melane Hewitson, 1858
  - Elymnias agondas melanippe Grose-Smith, 1894
  - Elymnias agondas melanthes Grose-Smith, 1897
  - Elymnias agondas melantho Wallace, 1869
- Elymnias amoena Tsukada et Nishiyama, 1979
- Elymnias bammakoo Westwood, 1851
  - Elymnias bammakoo bammakoo
  - Elymnias bammakoo rattrayi Sharpe, 1902
- Elymnias beza (Hewitson, 1877)
  - Elymnias beza beza
  - Elymnias beza kochi Semper, 1887
  - Elymnias beza samarana Schröder et Treadaway
- Elymnias brookei Shelford, 1904
- Elymnias casiphone Geyer, [1827]
  - Elymnias casiphone casiphone
  - Elymnias casiphone aluna Fruhstorfer
  - Elymnias casiphone djilantik Martin
  - Elymnias casiphone praetexta Fruhstorfer, 1896
  - Elymnias casiphone saueri Distant, 1882
- Elymnias casiphonides Semper, 1892
  - Elymnias casiphonides casiphonides
  - Elymnias casiphonides sanrafaela Schröder et Treadaway
- Elymnias caudata Butler, 1871
- Elymnias ceryx (Boisduval, 1836)
  - Elymnias ceryx ceryx
  - Elymnias ceryx ceryxoides de Nicéville, 1895
- Elymnias congruens Semper, 1887
  - Elymnias congruens congruens
  - Elymnias congruens endida Fruhstorfer
  - Elymnias congruens photinus Fruhstorfer, 1907
  - Elymnias congruens rafaela Fruhstorfer, 1907
  - Elymnias congruens subcongruens Semper
- Elymnias cottonis (Hewitson, 1874)
- Elymnias cumaea C. et R. Felder, [1867]
  - Elymnias cumaea cumaea
  - Elymnias cumaea bornemanni Ribbe, 1889
  - Elymnias cumaea phrikonis Fruhstorfer, 1899
  - Elymnias cumaea relicina Fruhstorfer, 1907
  - Elymnias cumaea sangira Fruhstorfer, 1899
  - Elymnias cumaea toliana Fruhstorfer, 1899
- Elymnias cybele C. et R. Felder, 1860
  - Elymnias cybele cybele
  - Elymnias cybele obiana Fruhstorfer, 1904
  - Elymnias cybele thryallis Kirsch, 1876
- Elymnias dara Distant et Pryer, 1887
  - Elymnias dara dara
  - Elymnias dara albofasciata Staudinger, 1889
  - Elymnias dara bengena Fruhstorfer, 1907
  - Elymnias dara daedalion (de Nicéville, 1890)
  - Elymnias dara darina Fruhstorfer, 1907
  - Elymnias dara deminuta Staudinger, 1889
- Elymnias esaca (Westwood, 1851)
  - Elymnias esaca esaca
  - Elymnias esaca andersonii (Moore, 1886)
  - Elymnias esaca borneensis Wallace, 1869
  - Elymnias esaca egialina (C. et R. Felder, 1863)
  - Elymnias esaca georgi Fruhstorfer, 1907
  - Elymnias esaca lautensis Tateishi, 2001
  - Elymnias esaca leontina Fruhstorfer, 1898
  - Elymnias esaca lingga Tateishi, 2001
  - Elymnias esaca maheswara Fruhstorfer, 1895
  - Elymnias esaca nigricans Tateishi, 2001
  - Elymnias esaca popularis Hanafusa, ?1994
  - Elymnias esaca pseudodelias Fruhstorfer, 1907
  - Elymnias esaca saifuli Hanafusa, ?1994
  - Elymnias esaca splendida Tateishi, 2001
  - Elymnias esaca taeniola Fruhstorfer, 1907
- Elymnias harterti Honrath, 1889
- Elymnias hewitsoni Wallace, 1869
  - Elymnias hewitsoni hewitsoni
  - Elymnias hewitsoni meliophila Fruhstorfer, 1896
- Elymnias hicetas Wallace, 1869
  - Elymnias hicetas hicetas
  - Elymnias hicetas butona Fruhstorfer, 1904
  - Elymnias hicetas hicetina Fruhstorfer, 1904
- Elymnias holofernes (Butler, 1882)
- Elymnias hypermnestra
  - Elymnias hypermnestra hypermnestra à Ceylan.
  - Elymnias hypermnestra agina Fruhstorfer, 1902
  - Elymnias hypermnestra baliensis Fruhstorfer, 1896 à Bali.
  - Elymnias hypermnestra discrepans Distant, 1882
  - Elymnias hypermnestra fraterna Butler, 1871  à Ceylan.
  - Elymnias hypermnestra hainana Moore, 1878
  - Elymnias hypermnestra meridionalis Fruhstorfer, 1902 dans le sud du Viet-Nam, du Laos et de la Thaïlande.
  - Elymnias hypermnestra nimota Corbet, 1937
  - Elymnias hypermnestra septentrionalis Zhou et Huang, 1994 en Chine.
  - Elymnias hypermnestra tinctoria Moore, [1879] en Thaïlande et Malaisie.
  - Elymnias hypermnestra tonkiniana Fruhstorfer, 1902 Au Viet-Nam, Laos et Cambodge.
  - Elymnias hypermnestra undularis (Drury, [1773]) en Inde et en Birmanie
- Elymnias kamara Moore, [1858]
  - Elymnias kamara kamara
  - Elymnias kamara erinyes de Nicéville, 1895
  - Elymnias kamara exclusa de Nicéville
  - Elymnias kamara lombokiana Fruhstorfer
- Elymnias kanekoi Tsukada & Nishiyama, 1980
- Elymnias kuenstleri Honrath, [1885]
  - Elymnias kuenstleri kuenstleri
  - Elymnias kuenstleri gauroides Fruhstorfer
  - Elymnias kuenstleri rileyi Corbet
- Elymnias malelas Hewitson, 1865
  - Elymnias malelas ivena Fruhstorfer, 1911
- Elymnias melias (C. & R. Felder, 1863)
  - Elymnias melias melias
  - Elymnias melias malis Semper
- Elymnias mimalon (Hewitson, 1861)
  - Elymnias mimalon mimalon
  - Elymnias mimalon ino Fruhstorfer, 1894
- Elymnias nelsoni Corbet, 1942
- Elymnias nepheronides Fruhstorfer, 1907
- Elymnias nesaea (Linnaeus, 1764)
  - Elymnias nesaea nesaea
  - Elymnias nesaea apelles Fruhstorfer, 1902
  - Elymnias nesaea baweana Hagen, 1896
  - Elymnias nesaea coelifrons Fruhstorfer, 1907
  - Elymnias nesaea cortona Fruhstorfer
  - Elymnias nesaea hermia Fruhstorfer, 1907
  - Elymnias nesaea hypereides Fruhstorfer
  - Elymnias nesaea kamerina Fruhstorfer
  - Elymnias nesaea laisides de Nicéville
  - Elymnias nesaea lioneli Fruhstorfer, 1907
  - Elymnias nesaea neolais de Nicéville
  - Elymnias nesaea timandra Wallace, 1869
  - Elymnias nesaea vordemani Snellen
- Elymnias obnubila Marshall et de Nicéville, 1883
- Elymnias panthera (Fabricius, 1787)
  - Elymnias panthera  panthera
  - Elymnias panthera alfredi Fruhstorfer, 1907
  - Elymnias panthera arikata Fruhstorfer, 1907
  - Elymnias panthera balina Martin
  - Elymnias panthera bangueyana Fruhstorfer, 1899
  - Elymnias panthera dolorosa Butler, 1883
  - Elymnias panthera dulcibella Fruhstorfer, 1907
  - Elymnias panthera dusara Horsfield, [1829]
  - Elymnias panthera enganica Doherty, 1891
  - Elymnias panthera labuana Staudinger, 1889
  - Elymnias panthera lacrima Fruhstorfer, 1904
  - Elymnias panthera lacrimosa Fruhstorfer, 1898
  - Elymnias panthera mimus Wood-Mason & de Nicéville, 1881
  - Elymnias panthera parce Staudinger, 1889
  - Elymnias panthera suluana Fruhstorfer, 1899
  - Elymnias panthera tautra Fruhstorfer, 1907
  - Elymnias panthera tiomanica Eliot, 1978
- Elymnias papua Wallace, 1869
  - Elymnias papua papua
  - Elymnias papua bivitata van Eecke, 1915
  - Elymnias papua cinereomargo Joicey et Noakes, 1915
  - Elymnias paradoxa Staudinger, 1894
- Elymnias patna (Westwood, 1851)
  - Elymnias patna patna
  - Elymnias patna dohrni de Nicéville
  - Elymnias patna hanitchi Martin, 1909
  - Elymnias patna patnoides (Moore, 1893)
  - Elymnias patna stictica Fruhstorfer, 1902
- Elymnias pealii Wood-Mason, ?1883
- Elymnias pellucida Fruhstorfer, 1895²
- Elymnias penanga (Westwood, 1851)
  - Elymnias penanga penanga
  - Elymnias penanga chelensis de Nicéville, 1890
  - Elymnias penanga konga Grose-Smith, 1889
  - Elymnias penanga sumatrana Wallace, 1869
- Elymnias lise (Hemming, 1960) dans l'ouest de l'Afrique.
- Elymnias singhala Moore, [1875]
- Elymnias vasudeva Moore, 1857
  - Elymnias vasudeva vasudeva
  - Elymnias vasudeva burmensis (Moore, 1893)
- Elymnias vitellia (Stoll, [1781])
  - Elymnias vitellia vitellia
  - Elymnias vitellia viminalis Wallace, 1869